# Gesetz zur Neugliederung von Gemeinden des Landkreises Düren
Das Gesetz zur Neugliederung von Gemeinden des Landkreises Düren wurde am 28. Juni 1969 verkündet und gliederte 39 Gemeinden des Landkreises Düren neu. Sie wurden zu 9 neuen Gemeinden zusammengeschlossen und das Amt Niederzier aufgelöst.
Durch das Aachen-Gesetz erfolgte zum 1. Januar 1972 eine weitere Neugliederung von Gemeinden des Kreises Düren, z. T. auch derjenigen, die erst 1969 gebildet worden waren. Der bisherige Kreis Düren (1. Januar 1939 – 30. September 1969: Landkreis Düren) wurde aufgelöst und die Städte und Gemeinden größtenteils dem neuen Kreis Düren zugeordnet. Die Gemeinde Füssenich wurde in die Stadt Zülpich eingegliedert und kam damit zum Kreis Euskirchen.

## Kurzbeschreibung
| I. Abschnitt  | Gebietsänderungen |
| § 1           | Zusammenschluss der Gemeinden Niederzier und Oberzier zur neuen Gemeinde Niederzier, Auflösung des Amtes Niederzier                     |
| § 2           | Zusammenschluss der Gemeinden Merode und Schlich-D’horn zur neuen Gemeinde D’horn                                                       |
| § 3           | Zusammenschluss der Gemeinden Girbelsrath, Golzheim, Merzenich und Morschenich zur neuen Gemeinde Merzenich                             |
| § 4           | Zusammenschluss der Gemeinden Froitzheim, Ginnick, Jakobwüllesheim, Kelz, Soller und Vettweiß zur neuen Gemeinde Vettweiß               |
| § 5           | Zusammenschluss der Gemeinden Disternich, Gladbach, Lüxheim, Müddersheim und Sievernich zur neuen Gemeinde Müddersheim                  |
| § 6           | Zusammenschluss der Gemeinden Füssenich, Geich und Juntersdorf zur neuen Gemeinde Füssenich                                             |
| § 7           | Zusammenschluss der Gemeinden Berzbuir-Kufferath und Lendersdorf-Krauthausen zur neuen Gemeinde Lendersdorf                             |
| § 8           | Zusammenschluss der Gemeinden Bogheim, Boich-Leversbach, Drove, Kreuzau, Stockheim, Thum, Üdingen und Winden zur neuen Gemeinde Kreuzau |
| § 9           | Zusammenschluss der Gemeinden Bergstein, Brandenberg, Gey, Großhau, Hürtgen, Kleinhau und Straß zur neuen Gemeinde Hürtgenwald          |
| II. Abschnitt | Schlussvorschriften |
| § 10          | Bestätigung von Gebietsänderungsverträgen und -bestimmungen                                                                             |
| § 11          | Auflösung der Amtsvertretungen der Ämter Echtz, Merzenich, Vettweiß, Birgel, Kreuzau und Straß-Bergstein                                |
| § 12          | Zuordnung der neu gebildeten Gemeinden zum Amtsgericht Düren                                                                            |
| § 13          | Inkrafttreten am 1. Juli 1969 |